# Miguel Romo
Miguel Romo Santini (ur. w Aguascalientes) – meksykański rzeźbiarz, twórca rzeźb monumentalnych o znaczeniu religijnym i kulturowym.

## Życiorys
Rzeźbiarz urodził się w Aguascalientes w Meksyku. Studiował w prestiżowej Narodowej Szkole Malarstwa, Rzeźby i Grafiki „La Esmeralda”. Romo podróżował po Ameryce Południowej, Stanach Zjednoczonych i Europie. Z córką architektką Sofią Romo założył w rodzinnym mieście firmę „Santini Monumentos”.

## Znane dzieła
Artysta tworzy monumentalne rzeźby o znaczeniu religijnym i kulturowym. Najbardziej znane, to:
- El Christo Roto de la Isla w San José de Gracia, Aguascalientes, 28 m, 2006
- Niños montando estrellas(inne języki) w León, Guanajuato, 12 m, 2022
- El Christo de la Paz(inne języki) w Tabasco(inne języki), Zacatecas, 31 m, 2023

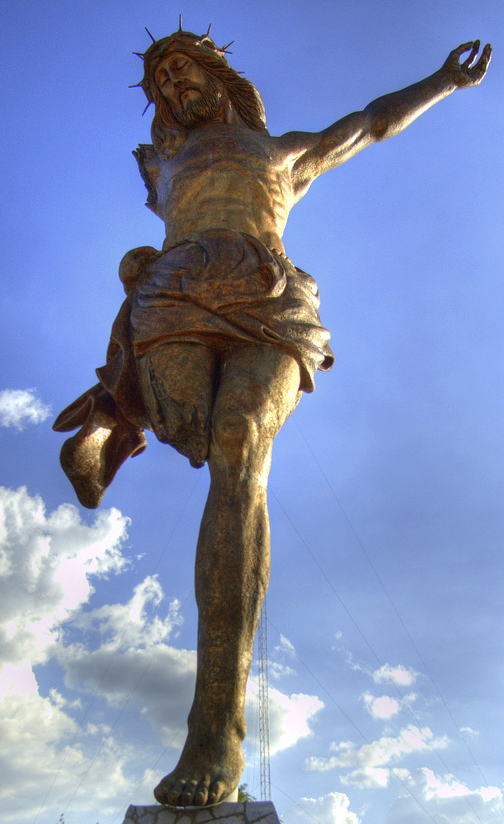
El Cristo Roto, 2007